# كاروتو
شركة گاروتو للشوكولاتة (بالبرتغالية: Chocolates Garoto SA) هي صانعة شوكولاتة برازيلية. مقرها في مدينة فيلا فاليا بولاية إسبيريتو سانتو البرازيلية. أسسها المهاجر الألماني هاينرك مايرفروند عام 1929.

## تاريخ
وفق موقعها الرسمي، اشترتها شركة نستله السويسري، ولكنها ما زال تعمل بصورة مستقلة.